# La Chailleuse
La Chailleuse est une commune nouvelle située dans le département du Jura, dans la région culturelle et historique de Franche-Comté et la région administrative Bourgogne-Franche-Comté, créée le 1er janvier 2016.

## Géographie

### Climat
Pour des articles plus généraux, voir Climat de la Bourgogne-Franche-Comté et Climat du département du Jura.
En 2010, le climat de la commune est de type climat de montagne, selon une étude du Centre national de la recherche scientifique s'appuyant sur une série de données couvrant la période 1971-2000. En 2020, Météo-France publie une typologie des climats de la France métropolitaine dans laquelle la commune est exposée à un climat semi-continental et est dans la région climatique  Jura, caractérisée par une forte pluviométrie en toutes saisons (1 000 à 1 500 mm/an), des hivers rigoureux et un ensoleillement médiocre. 
Pour la période 1971-2000, la température annuelle moyenne est de 9,9 °C, avec une amplitude thermique annuelle de 17 °C. Le cumul annuel moyen de précipitations est de 1 362 mm, avec 13,8 jours de précipitations en janvier et 9 jours en juillet. Pour la période 1991-2020, la température moyenne annuelle observée sur la station météorologique de Météo-France la plus proche, « Orgelet », sur la commune d'Orgelet à 9 km à vol d'oiseau, est de 11,0 °C et le cumul annuel moyen de précipitations est de 1 411,6 mm. 
La température maximale relevée sur cette station est de 40 °C, atteinte le 31 juillet 2020 ; la température minimale est de −18 °C, atteinte le 5 février 2012,,. 
Les paramètres climatiques de la commune ont été estimés pour le milieu du siècle (2041-2070) selon différents scénarios d'émission de gaz à effet de serre à partir des nouvelles projections climatiques de référence DRIAS-2020. Ils sont consultables sur un site dédié publié par Météo-France en novembre 2022.

## Urbanisme

### Typologie
Au 1er janvier 2024, La Chailleuse est catégorisée commune rurale à habitat dispersé, selon la nouvelle grille communale de densité à sept niveaux définie par l'Insee en 2022.
Elle est située hors unité urbaine. Par ailleurs la commune fait partie de l'aire d'attraction de Lons-le-Saunier, dont elle est une commune de la couronne,. Cette aire, qui regroupe 139 communes, est catégorisée dans les aires de 50 000 à moins de 200 000 habitants,.

## Histoire
Créée par un arrêté préfectoral du 28 octobre 2015, elle est issue du regroupement des communes de Arthenas, Essia, Saint-Laurent-la-Roche et Varessia qui deviennent des communes déléguées. Son chef-lieu est fixé à Arthenas.

## Politique et administration
| Période        | Période  | Identité              | Étiquette | Qualité |
| -------------- | -------- | --------------------- | --------- | ------- |
| 7 janvier 2016 | En cours | Pierre-Rémy Belperron |           |         |

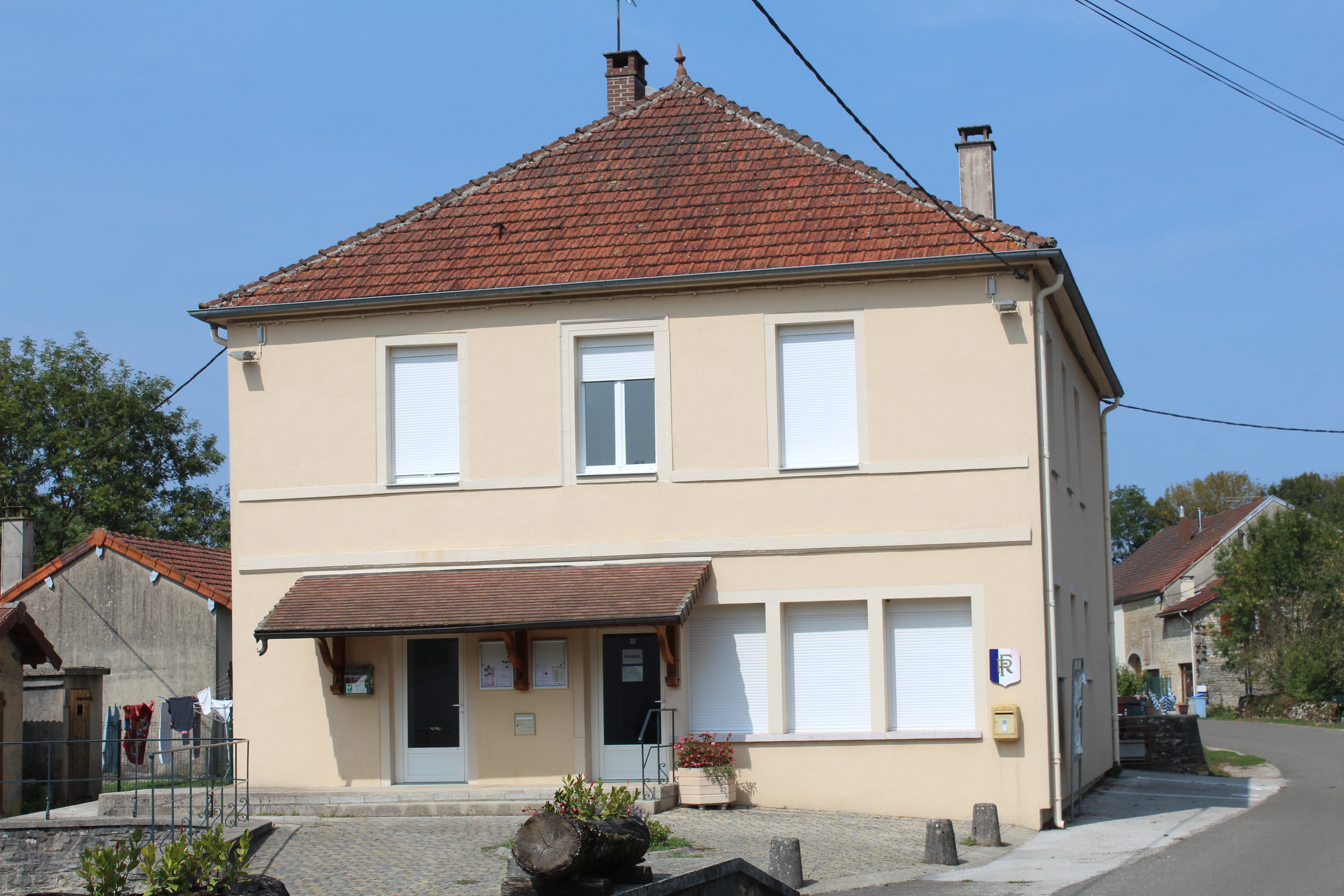
Mairie à Arthenas.

Jusqu'aux prochaines élections municipales de 2020, le conseil municipal de la nouvelle commune est constitué de l'ensemble des conseillers municipaux des anciennes communes.

### Communes déléguées
| Nom                    | Code Insee | Intercommunalité          | Superficie (km2) | Population (dernière pop. légale) | Densité (hab./km2) |
| ---------------------- | ---------- | ------------------------- | ---------------- | --------------------------------- | ------------------ |
| Arthenas (siège)       | 39021      | CC du Val de Sorne        | 6,71             | 158 (2014)                        | 24                 |
| Essia                  | 39215      | CC de la Région d'Orgelet | 4,86             | 75 (2014)                         | 15                 |
| Saint-Laurent-la-Roche | 39488      | CC du Sud Revermont       | 11,13            | 339 (2014)                        | 30                 |
| Varessia               | 39544      | CC de la Région d'Orgelet | 1,83             | 36 (2014)                         | 20                 |

### Circonscriptions électorales
À la suite du décret du 5 mars 2020, la commune de La Chailleuse est entièrement rattachée au canton de Saint-Amour.

## Lieux et monuments

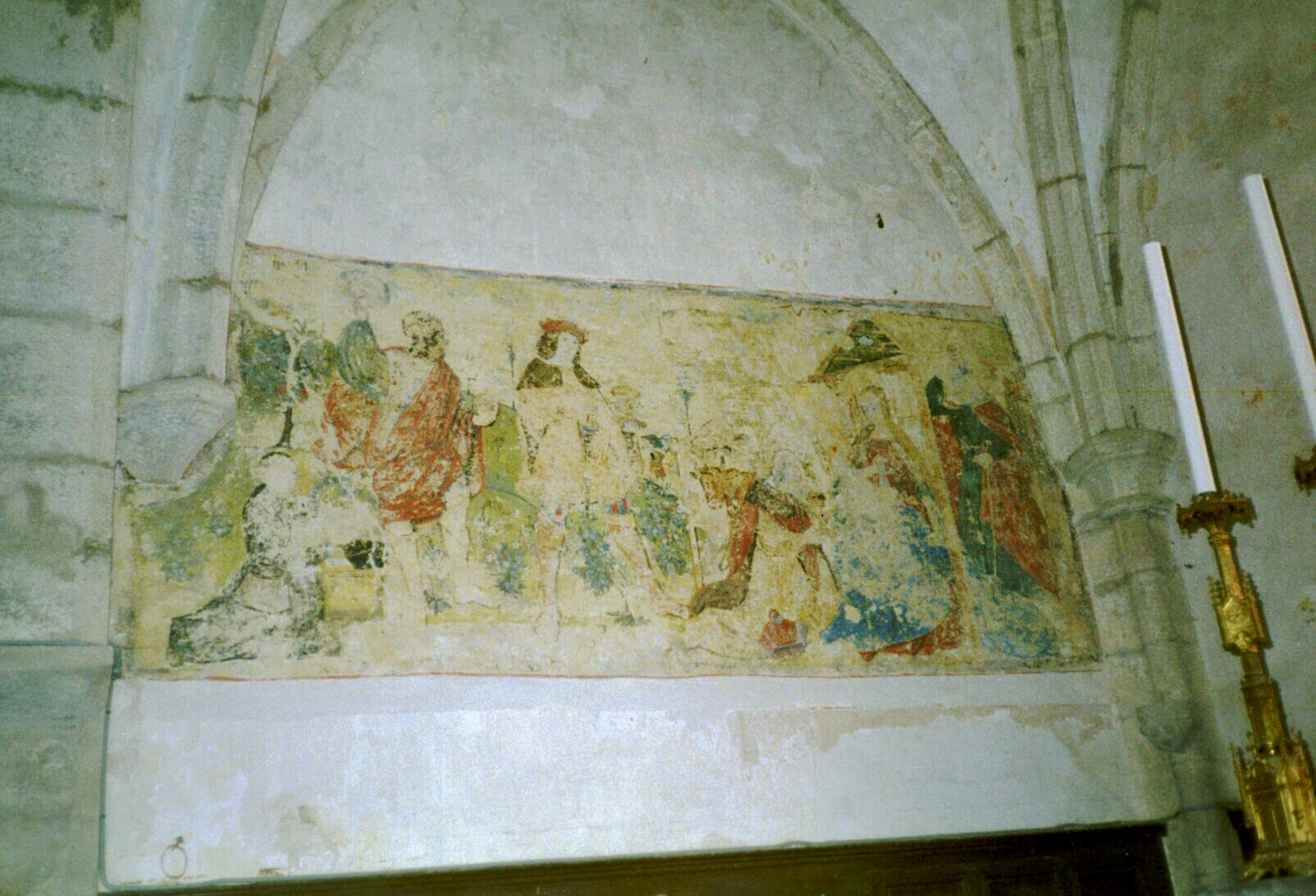

- Le village de Saint-Laurent-la-Roche est une ancienne cité médiévale.
- Le château de Saint-Laurent fut construit sur les débris d’un castellum romain, qui avait probablement remplacé une enceinte gauloise, car nul doute que les tribus Séquanes et ensuite les Romains n’eussent remarqué la facilité de défense de ce point escarpé.

C’était un des manoirs du Moyen Âge les mieux fortifiés par la nature et par l’art, de tout le Comté de Bourgogne.
Grâce à sa position, grâce à l’épaisseur de ses murailles, il est resté intact jusqu’à la fin du XVIIe siècle, sentinelle avancée pour défendre la province contre les attaques des ennemis ; aussi se hâtèrent-ils de détruire le vieux donjon, qui restant debout aurait invité encore le peuple d'alentour à la résistance.
- Le Bourg de Saint-Laurent

La place était entourée de trois côtés, au nord, au matin et au midi par de bonnes fortifications. Quant au côté de l’ouest, regardant la France, son escarpement presque à pic, le rendait inaccessible à cette époque.
Les remparts, à matin, avaient été prolongés jusque devant et en bas le châtelet, et comme en dessous de ce rempart il y avait un petit vallon (les Condamines) bas et allongé, la place était considérée comme imprenable avant l’invention de la poudre.
Le bourg, contigu à l’enceinte même du château et étalé sur le revers de la montagne était entouré par d’épaisses murailles, défendues par de grosses tours aux angles, avec portes munies de ponts-levis.
En face de la Mairie de Saint-Laurent, à l'entrée du Bourg, une de ces tours, actuellement encore habitée présente une très belle archère-canonnière datable de la fin XIVe - début XVe.
- L'église Saint-Laurent de Saint-Laurent-la-Roche :

En l'an 901, une chapelle a été érigée. Puis le reste de l'église a été édifié. Elle se compose d'un porche, d'une nef, d'un chœur, d'un clocher sur le milieu de la nef, de 4 chapelles et d'une sacristie. Des traces de fresques subsistent.
À Arthenas, on trouve une voie et une fontaine romaines, l'église Saint-Laurent et une fruitière (XXe siècle), inscrite à l'IGPC depuis 1992.
À Varessia, l'église Sainte-Madeleine est inscrite aux titres des monuments historiques depuis 1995.